# Supercoupe d'Union soviétique de football
La Supercoupe d'URSS (Суперкубок СССР по футболу) était une compétition de football opposant le champion d'URSS en titre et le dernier vainqueur de la Coupe d'URSS.
Il n'y a eu que sept éditions de cette compétition en 15 ans, en raison de la difficulté de conjuguer les calendriers des clubs pour pouvoir l'organiser. Ce n'est qu'à partir de 1983 que cette coupe devint annuelle, mais en 1987 le match dû être annulé à cause d'un problème d'organisation à Chişinău. Le peu d'affluence lors des dernières éditions (seulement 1 500 fans en 1988), entraîna l'interruption de la compétition.

## Palmarès

### Bilan par édition
| Édition   | Vainqueur                                                                                      | Score                | Score                | Finaliste                                                       | Stade                            | Affluence     |
| --------- | ---------------------------------------------------------------------------------------------- | -------------------- | -------------------- | --------------------------------------------------------------- | -------------------------------- | ------------- |
| 1977      | Dynamo Moscou Vainqueur de la Coupe d'Union soviétique 1977                                    | 1 - 0                | 1 - 0                | Dynamo Kiev Champion d'Union soviétique 1977                    | Stade Lénine Dinamo, Tbilissi    | 35 000        |
| 1978-1980 | Non jouée                                                                                      | Non jouée            | Non jouée            | Non jouée                                                       | Non jouée                        | Non jouée     |
| 1981      | Dynamo Kiev Champion d'Union soviétique 1980                                                   | 1 - 1 ap (5 - 4 tab) | 1 - 1 ap (5 - 4 tab) | Chakhtior Donetsk Vainqueur de la Coupe d'Union soviétique 1980 | Stade Lokomotiv (en), Simferopol | Inconnue      |
| 1982-1983 | Non jouée                                                                                      | Non jouée            | Non jouée            | Non jouée                                                       | Non jouée                        | Non jouée     |
| 1984      | Chakhtior Donetsk Vainqueur de la Coupe d'Union soviétique 1983                                | 2 - 1                | 1 - 1                | Dniepr Dniepropetrovsk Champion d'Union soviétique 1983         | Stade Chakhtior Stade Meteor     | 32 840 29 500 |
| 1985      | Zénith Léningrad Champion d'Union soviétique 1984                                              | 2 - 1                | 1 - 0                | Dynamo Moscou Vainqueur de la Coupe d'Union soviétique 1984     | Stade Kirov Stade Dynamo         | 31 000 12 200 |
| 1986      | Dynamo Kiev (2) Champion d'Union soviétique 1985 Vainqueur de la Coupe d'Union soviétique 1985 | 2 - 2 ap (3 - 1 tab) | 2 - 2 ap (3 - 1 tab) | Chakhtior Donetsk Finaliste de la Coupe d'Union soviétique 1985 | Stade républicain, Kiev          | 65 300        |
| 1987      | Dynamo Kiev (3) Champion d'Union soviétique 1986                                               | 1 - 1 ap (5 - 4 tab) | 1 - 1 ap (5 - 4 tab) | Torpedo Moscou Vainqueur de la Coupe d'Union soviétique 1986    | Stade central Lénine, Moscou     | 30 000        |
| 1988      | Non jouée                                                                                      | Non jouée            | Non jouée            | Non jouée                                                       | Non jouée                        | Non jouée     |
| 1989      | Dniepr Dniepropetrovsk Champion d'Union soviétique 1988                                        | 3 - 1 ap             | 3 - 1 ap             | Metallist Kharkov Vainqueur de la Coupe d'Union soviétique 1988 | Stade central (en), Sotchi       | 1 500         |

### Bilan par club
| Club                   | Victoire(s) | Défaite(s) | Édition(s) remportée(s) |
| ---------------------- | ----------- | ---------- | ----------------------- |
| Dynamo Kiev            | 3           | 1          | 1981, 1986, 1987        |
| Chakhtior Donetsk      | 1           | 2          | 1984                    |
| Dynamo Moscou          | 1           | 1          | 1977                    |
| Dniepr Dniepropetrovsk | 1           | 1          | 1989                    |
| Zénith Léningrad       | 1           | -          | 1985                    |
| Torpedo Moscou         | -           | 1          |                         |
| Metallist Kharkov      | -           | 1          |                         |

## Source
- (en) Historique de la compétition sur le site de la RSSSF.